# Fedorivka, Zaporijjea
Fedorivka (în ucraineană Федорівка) este un sat în comuna Mîkolai-Pole din raionul Zaporijjea, regiunea Zaporijjea, Ucraina.

## Demografie
Componența lingvistică a localității Fedorivka
     Ucraineană (76,73%)
     Rusă (22,64%)
Conform recensământului din 2001, majoritatea populației localității Fedorivka era vorbitoare de ucraineană (76,73%), existând în minoritate și vorbitori de rusă (22,64%).